# Vysoke (Cherson oblast)
Vysoke (ukrainska: Високе) är en by i Cherson oblast i södra Ukraina. Vysoke ingår i Tiahynka hromada i Beryslav rajon, och har cirka 1000 invånare.